# Cạnh tranh giữa Liverpool F.C. và Manchester United F.C.
Cuộc đối đầu giữa Liverpool và Manchester United, đôi khi được gọi là trận Derby nước Anh, là một cuộc so tài cấp cao giữa các thành phố giữa các câu lạc bộ bóng đá chuyên nghiệp Anh Liverpool và Manchester United. Đây được coi là trận đấu lớn nhất của bóng đá Anh và là một trong những cuộc so tài lớn nhất và khốc liệt nhất của bóng đá thế giới. Các cầu thủ, người hâm mộ và giới truyền thông coi trận đấu giữa hai câu lạc bộ là kình địch lớn nhất của họ, thậm chí trên cả các trận derby địa phương của họ, với Everton và Manchester City tương ứng.
Sự cạnh tranh đã được thúc đẩy bởi sự gần gũi của hai thành phố lớn mà họ đại diện, sự cạnh tranh kinh tế và công nghiệp lịch sử của họ, thời kỳ thống trị quan trọng của bóng đá trong nước và thành công ở châu Âu, và sự nổi tiếng của họ trong và ngoài nước, với tư cách là hai trong số những đội bóng có thu nhập cao nhất và các câu lạc bộ bóng đá được hỗ trợ rộng rãi trên thế giới.
Hai câu lạc bộ là những đội bóng Anh thành công nhất trong các giải đấu trong nước, châu Âu và trên toàn thế giới; giữa họ, họ đã giành được 39 chức vô địch quốc gia, 21 Cúp FA, 16 Cúp EFL, một Football League Super Cup, 37 Siêu cúp Anh, chín European Cup/UEFA Champions League, bốn UEFA Cup, một UEFA Cup Winners' Cup, năm Siêu cúp châu Âu, một Cúp Liên lục địa và hai Cúp FIFA Club World Cup.
Mỗi câu lạc bộ có thể khẳng định uy quyền lịch sử so với câu lạc bộ khác: United với 20 chức vô địch so với 19 của Liverpool và Liverpool với 6 lần vô địch châu Âu so với 3 của United. Cả hai câu lạc bộ đã giành được 68 danh hiệu mỗi đội. United dẫn đầu về thành tích đối đầu giữa hai đội, với 83 trận thắng so với 71 của Liverpool; 58 trận còn lại kết thúc với tỷ số hòa.

## Cạnh tranh giữa hai thành phố

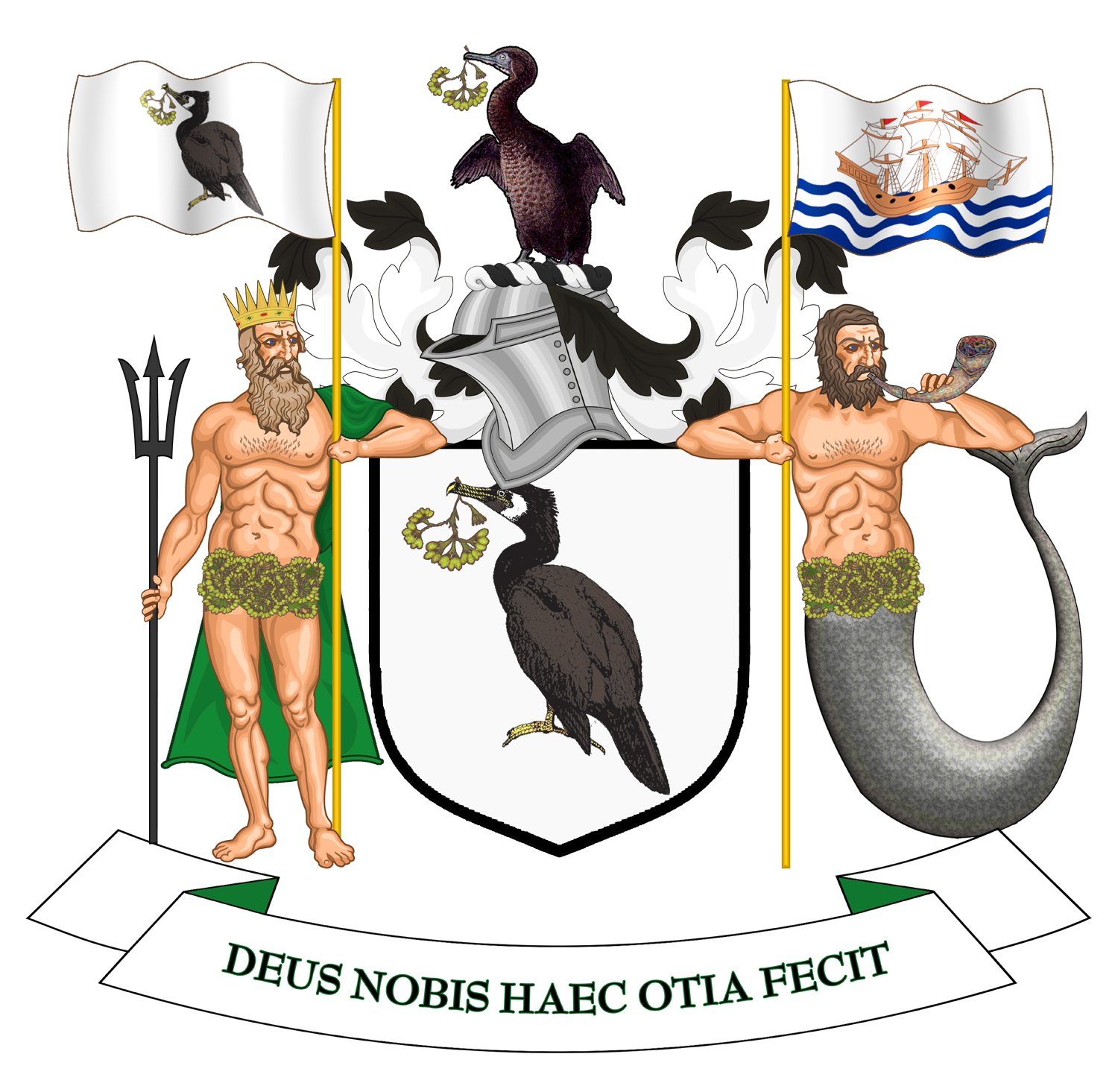
Huy hiệu của Liverpool có hình con chim thần thoại được gọi là chim 'Liver'. Nó được cho là dựa trên một con chim cốc. Sinh vật này đã hình thành nền tảng của huy hiệu Liverpool FC

Quốc huy Manchester hình thành nên nền tảng của huy hiệu ban đầu của Manchester United

Các thành phố Liverpool và Manchester nằm ở phía tây bắc nước Anh, cách nhau 35 dặm (56 km). Kể từ Cách mạng Công nghiệp, đã có sự cạnh tranh nhất quán giữa hai thành phố dựa trên cạnh tranh kinh tế và công nghiệp. Manchester cho đến thế kỷ 18 là thành phố đông dân hơn nhiều và được coi là đại diện của miền bắc. Vào cuối thế kỷ 18, Liverpool đã phát triển thành một cảng biển lớn - đóng vai trò quan trọng đối với sự phát triển và thành công của các nhà máy bông phía bắc. Trong thế kỷ tiếp theo, Liverpool đã phát triển để thay thế Manchester và trong suốt cuối thế kỷ 19 và đầu thế kỷ 20 thường được mô tả là thành phố thứ hai của Đế quốc Anh. Mối liên kết giữa hai thành phố được củng cố với việc xây dựng Kênh đào Bridgewater, Đường thủy Mersey và Irwell và tuyến đường sắt liên thành phố đầu tiên trên thế giới, Đường sắt Liverpool và Manchester , để vận chuyển nguyên liệu thô vào nội địa.
Việc xây dựng Kênh đào Manchester Ship, được tài trợ bởi các thương nhân Manchester, đã bị các chính trị gia Liverpool phản đối và gây ra sự oán giận dữa hai thành phố. Căng thẳng giữa tầng lớp lao động bến tàu Liverpool và người lao động ở Manchester đã tăng cao sau khi hoàn thành vào năm 1894, chỉ ba tháng trước cuộc gặp đầu tiên giữa Liverpool và Newton Heath (tên gọi của United vào thời điểm đó) trong trận play-off sẽ gặp Newton Heath xuống hạng Nhì.
Ngày nay, huy hiệu của cả thành phố Manchester và Manchester United bao gồm những con tàu cách điệu đại diện cho Kênh đào tàu Manchester và nguồn gốc thương mại của Manchester. Con tàu cũng được đưa vào biểu tượng của nhiều tổ chức Mancunian khác như Hội đồng thành phố Manchester và đối thủ Manchester City FC.
Những thay đổi sau chiến tranh trong quan hệ kinh tế, sự phụ thuộc vào than trong khu vực và những thay đổi trong mô hình thương mại xuyên Đại Tây Dương do sự tăng trưởng của thị trường lao động châu Á gây ra đã khiến ngành sản xuất của Anh giảm dần. Cả Liverpool và Manchester đều bị mất nguồn thu nhập chính. Với Liverpool, việc chuyển từ Bắc Mỹ sang các tuyến đường vận chuyển lục địa Châu Âu và Châu Á có xu hướng mang lại lợi ích cho các cảng phía nam nước Anh, trong khi Manchester bị ảnh hưởng bởi sự mở rộng của ngành dệt may Châu Á. Sự đảo ngược vận may này xảy ra trong bối cảnh nền tảng chính trị thay đổi và các sự kiện quan trọng trong văn hóa và xã hội Anh vào nửa sau của thế kỷ 20.
Cả hai thành phố đều là một phần của hạt Lancashire cho đến năm 1974, với việc ban hành Đạo luật Chính quyền địa phương năm 1972 . Kể từ đó, Liverpool và Manchester lần lượt neo giữ các quận đô thị lân cận Merseyside và Đại Manchester.
Hai thành phố tiếp tục là những đối thủ mạnh trong khu vực. Tầm quan trọng liên tục của họ đối với nền kinh tế Vương quốc Anh đã được phản ánh với việc trao giải Đại hội Thể thao Khối thịnh vượng chung năm 2002 cho Manchester, trong khi Liverpool được trao danh hiệu Thủ đô Văn hóa Châu Âu năm 2008 như một phần của quá trình tái tạo.
Các dự án gần đây hơn của Peel Ports đã tìm cách thiết lập lại các liên kết kinh tế giữa Cảng Liverpool và Cảng Manchester, bao gồm cả việc tái phát triển các liên kết thương mại thông qua Kênh Tàu Manchester.

## Cạnh tranh bóng đá

### Hình thành đến 1945

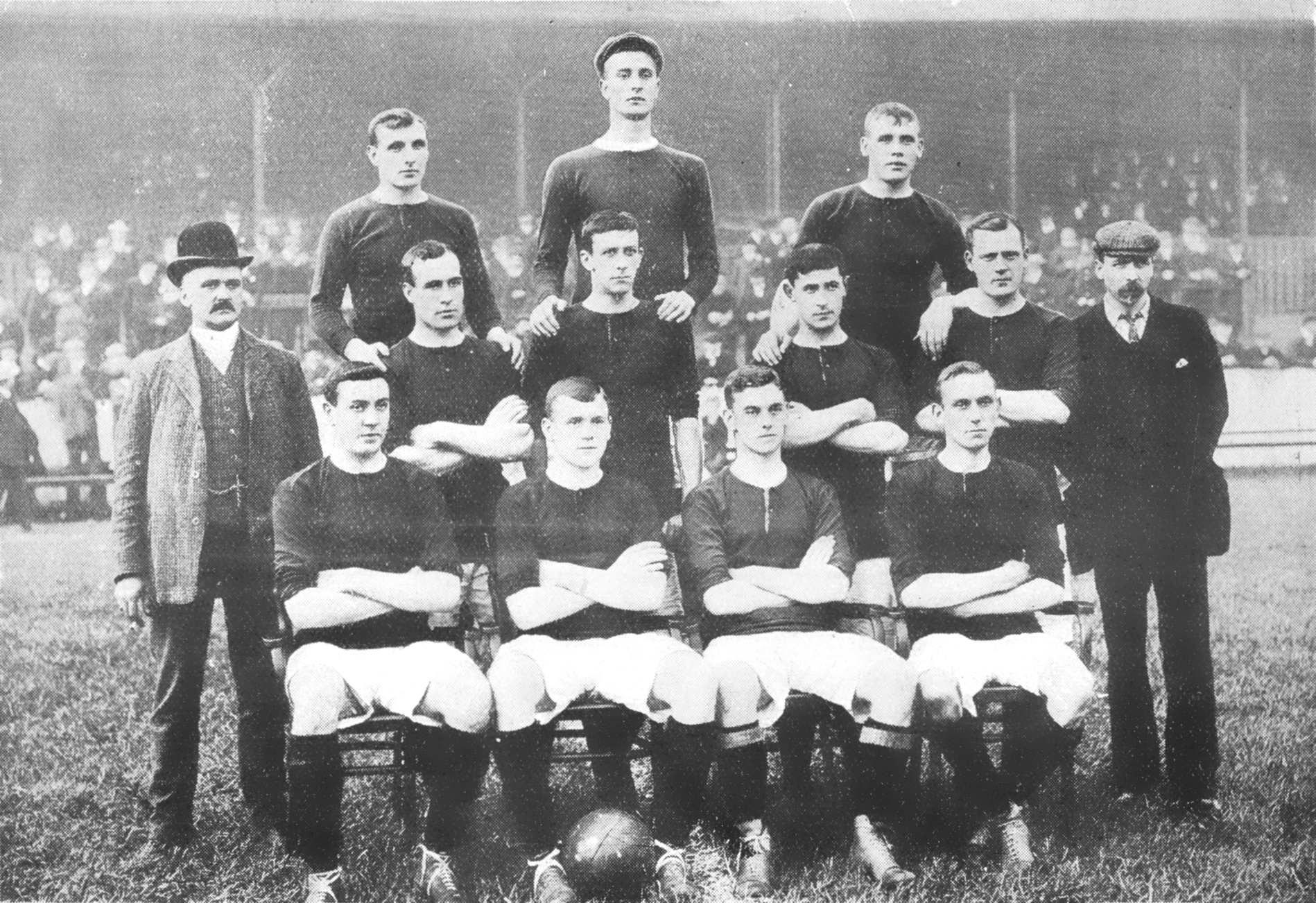
Đội Manchester United vào đầu mùa giải 1905–06.

Manchester United FC được thành lập ở Newton Heath vào năm 1878 với tên gọi Newton Heath LYR FC, và thi đấu trận đầu tiên vào tháng 10 năm 1886, khi họ lọt vào Vòng 1 của Cúp FA 1886–87.

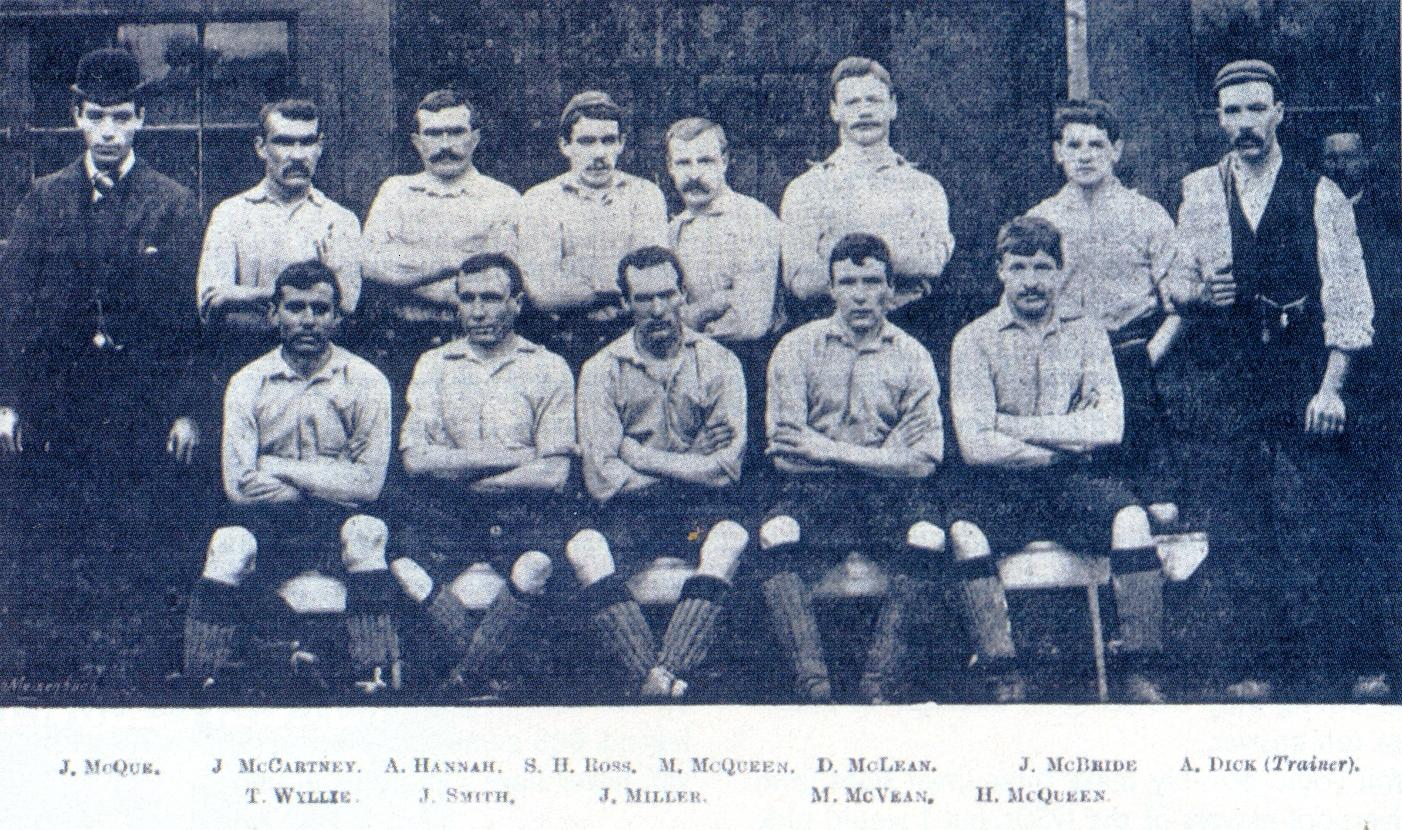
Đội hình của Liverpool trong mùa giải đầu tiên, 1892–93

Liverpool FC được thành lập vào năm 1892 sau sự bất đồng giữa hội đồng quản trị của Everton và chủ tịch câu lạc bộ John Houlding, người sở hữu sân Anfield của câu lạc bộ. Sự bất đồng giữa hai bên về tiền thuê dẫn đến việc Everton chuyển đến Goodison Park từ Anfield, và Houlding thành lập Liverpool FC để thi đấu tại sân vận động bỏ trống. Những người ủng hộ Liverpool thường hát câu "Đáng lẽ bạn phải trả tiền thuê nhà" cho những người hâm mộ Everton trong các trận đấu giữa hai bên, để phản ánh điều này.
Mùa giải đầu tiên của Liverpool là ở Giải hạng hai vào năm 1893. Đội đã bất bại cả mùa, giành chức vô địch và được bầu vào Giải hạng nhất, trận đấu sẽ chứng kiến họ chơi một trận đấu thử thách một lượt với đội cuối bảng của Giải hạng nhất Phân chia cho vị trí của họ. Đội mà Liverpool phải đối đầu là Newton Heath, đội mà họ đã đánh bại với tỷ số 2–0 để giành vị trí ở hạng nhất.
Liverpool đã giành được chiếc cúp vô địch Football League đầu tiên của họ vào năm 1901 và tiếp theo là vào năm 1906, cùng mùa giải chứng kiến Manchester United mới được đổi tên thăng hạng lên giải hạng nhất sau khi kết thúc với vị trí á quân Second Division sau Bristol City. Hai mùa giải sau, khi Liverpool rơi xuống giữa bảng, Manchester United đã giành được chức vô địch giải đấu đầu tiên của họ , giành chức vô địch 1907–08 Football League hơn Aston Villa và Manchester City chín điểm. Họ tiếp tục điều này bằng cách giành chiến thắng trong trận đấu FA Charity Shield đầu tiên khi đánh bại Queens Park Rangers bằng hai lượt trận vào năm 1908. Mùa giải tiếp theo, họ giành chiến thắng trong trận Chung kết FA Cup1909, và tiếp theo đó là một chức vô địch giải đấu khác và Charity Shield vào năm 1911.
Sự bùng nổ của Chiến tranh thế giới thứ nhất đã làm gián đoạn bóng đá trong nước, và sau khi nối lại các giải đấu vào năm 1919, Liverpool đã khẳng định mình ở bóng đá trong nước với cú đúp chức vô địch giải đấu trong khi United sa sút nghiêm trọng khiến họ phải xuống hạng vào năm 1923. Từ năm 1923 đến khi đại dịch bùng phát Sau Chiến tranh thế giới thứ hai, không đội nào giành được bất kỳ danh hiệu cạnh tranh nào ngoài danh hiệu khu vực, với Manchester United trải qua ba giai đoạn riêng biệt ở Giải hạng hai.

### 1945 đến 1992

Biểu đồ so sánh thể hiện vị trí trên bảng hàng năm của Manchester United FC và Liverpool FC trong hệ thống giải bóng đá Anh từ 1892–93 đến nay

Sau Chiến tranh thế giới thứ hai, Liverpool một lần nữa trở thành nhà vô địch nước Anh vào năm 1947 trước khi vai trò của các câu lạc bộ một lần nữa bị đảo ngược, với việc đội bóng vùng Merseyside rơi xuống hạng hai khi Manchester United tìm thấy sự ổn định dưới sự dẫn dắt của cựu đội trưởng Liverpool, Matt Busby, giành cúp FA năm 1948 và sau đó là ba chức vô địch giải đấu và Charity Shields mỗi người vào những năm 1950. Trong thời gian này, huấn luyện viên tương lai của Liverpool Bill Shankly đã được chủ tịch Liverpool khi đó là Tom Williams tiếp cận và hỏi: "Bạn muốn quản lý câu lạc bộ tốt nhất trong nước như thế nào?". Shankly trả lời, "Tại sao? Matt Busby có đóng gói nó không?"
Sau sự thăng hạng của Liverpool dưới thời Shankly vào năm 1962, hai câu lạc bộ lần đầu tiên cạnh tranh trực tiếp với nhau, chia nhau bốn chức vô địch từ năm 1964 đến năm 1967, cũng như FA Charity Shield năm 1965. Tuy nhiên, sau đó, hai bên lại bắt đầu đi ngược chiều nhau. Chức vô địch năm 1967 của United sẽ là chức vô địch cuối cùng của họ trong 26 năm, trong khi Liverpool có gần 20 năm thành công bền vững, giành 11 chức vô địch quốc gia, 19 cúp quốc nội và 7 cúp châu Âu từ năm 1972 đến 1992. United trong thời gian này đã trải qua các giải đấu cúp, chẳng hạn như chiến thắng của họ trước đội bóng Merseyside trong trận chung kết FA Cup 1977 và trận bán kết FA Cup 1979 đá lại tại Goodison Park. Chính trong giai đoạn này, vào cuối những năm 70 và đầu những năm 80, sự kình địch thời hiện đại giữa hai câu lạc bộ thực sự bắt đầu trở nên gay gắt. Theo nhà xã hội học bóng đá John Williams, United đã phát triển một "hồ sơ hào nhoáng và truyền thông" nhưng không đạt được thành công để phù hợp với nó và người hâm mộ Liverpool cảm thấy Quỷ đỏ là "những đứa con cưng của giới truyền thông, những người được công chúng biết đến quá nhiều". Ở Liverpool, có một quan niệm rằng đội bóng cực kỳ thành công nhưng "chuyên nghiệp" và "tinh anh" của họ luôn ở trong bóng tối của những ngôi sao ở Old Trafford. Điều này dẫn đến một biệt danh chế nhạo của United ở Liverpool: "The Glams".

### 1992–nay
Khoảng thời gian 26 năm không có chức vô địch của Manchester United đã được lặp lại và vượt qua bởi Liverpool từ năm 1990 đến năm 2020, trong thời gian đó United thống trị bóng đá Anh và giành được 13 chức vô địch quốc gia, 23 cúp quốc nội và 5 cúp châu Âu. Thành công của Liverpool ở các giải đấu quốc nội như Cúp Liên đoàn 2003 và Cúp FA 2006 cũng như các giải đấu châu Âu như Champions League 2005 và 2019 đã cho họ một chút an ủi trong thời gian khô hạn chức vô địch, cuối cùng đã kết thúc vào 2019–20.
Bất chấp vận may trái ngược nhau, chỉ có sáu lần kể từ năm 1972, cả Liverpool và United đều không kết thúc ở hai vị trí dẫn đầu của bảng xếp hạng – vào các năm 1980–81, 2003–04, 2004–05, 2014–15, 2015–16 và 2016–17 – và năm trong số sáu chiến dịch đó, một trong hai câu lạc bộ vẫn mang về cúp bạc; Liverpool đã giành được Cúp C1 và Cúp Liên đoàn vào năm 1981 , trong khi Manchester United giành được Cúp FA Community Shield và Cúp FA vào mùa giải 2004 và Liverpool giành chức vô địch Champions League vào năm 2005. United một lần nữa mang về cúp FA vào năm 2016 và họ đã giành được cú ăn ba danh hiệu bao gồm Community Shield, League Cup và UEFA Europa League 2016–17.

## Cầu thủ

### Chuyển nhượng cầu thủ

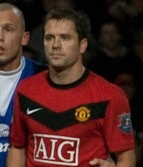
Michael Owen là cầu thủ gần nhất chơi cho cả hai câu lạc bộ.

Kể từ khi vụ chuyển nhượng năm 1964 của Phil Chisnall từ United tới Liverpool, không có cầu thủ nào đã được chuyển nhượng trực tiếp giữa hai câu lạc bộ. Một số cầu thủ ngoại lệ nhưng đã chơi cho cả hai câu lạc bộ khi đã chơi cho Đội bóng trung gian, chẳng hạn như Paul Ince (chơi cho Internazionale) và Peter Beardsley (Vancouver Whitecaps và Newcastle United) và gần đây nhất là Michael Owen (Real Madrid and Newcastle United), mặc dù Beardsley chỉ chơi một lần cho United, nhưng đã là cầu thủ quan trọng trong thời gian bốn năm của mình tại Liverpool.
Trong năm 2007, đã có một nỗ lực từ Liverpool khi muốn ký hợp đồng với Gabriel Heinze từ United, nhưng United từ chối không cho anh gia nhập đối thủ lớn nhất của họ. United tuyên bố rằng chỉ đồng ý bán Heinze cho một câu lạc bộ nước ngoài nếu anh muốn ra đi. Nguyện vọng của Heinze là muốn chuyển đến Liverpool như là sự phản bội lòng tin từ người hâm mộ. Người hâm mộ Manchester United phản đối kịch liệt bằng cách la ó và quay lưng lại với hậu vệ người Argentina. Cuối cùng, Heinze cũng được bán cho Real Madrid. Năm 2019, sau khi tiền đạo người Thụy Điển Zlatan Ibrahimović rời Los Angeles Galaxy, HLV Jürgen Klopp của Liverpool nói rằng ông có thể đã cân nhắc việc ký hợp đồng với Ibrahimović nếu trước đó anh ấy không chơi cho Manchester United.
| Thời gian         | Tên             | Từ                | Đến               | Phí chuyển nhượng |
| ----------------- | --------------- | ----------------- | ----------------- | ----------------- |
| Tháng 8 năm 1912  | Tom Chorlton    | Liverpool         | Manchester United |                   |
| Tháng 11 năm 1913 | Jackie Sheldon  | Manchester United | Liverpool         |                   |
| Tháng 9 năm 1920  | Tom Miller      | Liverpool         | Manchester United | £2,000            |
| Tháng 5 năm 1921  | Fred Hopkin     | Manchester United | Liverpool         |                   |
| Tháng 2 năm 1929  | Tommy Reid      | Liverpool         | Manchester United |                   |
| Tháng 1 năm 1938  | Ted Savage      | Liverpool         | Manchester United |                   |
| Tháng 11 năm 1938 | Allenby Chilton | Liverpool         | Manchester United |                   |
| Tháng 2 năm 1954  | Thomas McNulty  | Manchester United | Liverpool         | £7,000            |
| Tháng 4 năm 1964  | Phil Chisnall   | Manchester United | Liverpool         | £25,000           |

## Thống kê
|               | Manchester United thắng | Trận hòa | Liverpool thắng |
| ------------- | ----------------------- | -------- | --------------- |
| League        | 69                      | 52       | 61              |
| FA Cup        | 11                      | 4        | 4               |
| League Cup    | 2                       | 0        | 3               |
| Europa League | 0                       | 1        | 1               |
| Khác          | 1                       | 3        | 2               |
| Tổng cộng     | 83                      | 60       | 71              |

Bảng cập nhật đến 26 tháng 5 năm 2024

## Tất cả các kết quả trận đấu

### Liverpool ở Premier League trên sân nhà
| Ngày                 | Sân     | Tỷ số | Giải đấu        |
| -------------------- | ------- | ----- | --------------- |
| 12 tháng 10 năm 1895 | Anfield | 7–1   | Second Division |
| 22 tháng 4 năm 1905  | Anfield | 4–0   | Second Division |
| 1 tháng 4 năm 1907   | Anfield | 0–1   | First Division  |
| 25 tháng 3 năm 1908  | Anfield | 7–4   | First Division  |
| 30 tháng 1 năm 1909  | Anfield | 3–1   | First Division  |
| 9 tháng 10 năm 1909  | Anfield | 3–2   | First Division  |
| 26 tháng 11 năm 1910 | Anfield | 3–2   | First Division  |
| 11 tháng 11 năm 1911 | Anfield | 3–2   | First Division  |
| 29 tháng 3 năm 1913  | Anfield | 0–2   | First Division  |
| 15 tháng 4 năm 1914  | Anfield | 1–2   | First Division  |
| 26 tháng 12 năm 1914 | Anfield | 1–1   | First Division  |
| 1 tháng 1 năm 1920   | Anfield | 0–0   | First Division  |
| 9 tháng 2 năm 1921   | Anfield | 2–0   | First Division  |
| 17 tháng 12 năm 1921 | Anfield | 2–1   | First Division  |
| 19 tháng 9 năm 1925  | Anfield | 5–0   | First Division  |
| 28 tháng 8 năm 1926  | Anfield | 4–2   | First Division  |
| 24 tháng 12 năm 1927 | Anfield | 2–0   | First Division  |
| 13 tháng 2 năm 1929  | Anfield | 2–3   | First Division  |
| 25 tháng 1 năm 1930  | Anfield | 1–0   | First Division  |
| 3 tháng 4 năm 1931   | Anfield | 1–1   | First Division  |
| 27 tháng 3 năm 1937  | Anfield | 2–0   | First Division  |
| 7 tháng 9 năm 1938   | Anfield | 1–0   | First Division  |
| 3 tháng 5 năm 1947   | Anfield | 1–0   | First Division  |
| 3 tháng 9 năm 1947   | Anfield | 2–2   | First Division  |
| 27 tháng 12 năm 1948 | Anfield | 0–2   | First Division  |
| 7 tháng 9 năm 1949   | Anfield | 1–1   | First Division  |
| 23 tháng 8 năm 1950  | Anfield | 2–1   | First Division  |
| 24 tháng 11 năm 1951 | Anfield | 0–0   | First Division  |
| 13 tháng 12 năm 1952 | Anfield | 1–2   | First Division  |
| 22 tháng 8 năm 1953  | Anfield | 4–4   | First Division  |
| 13 tháng 4 năm 1963  | Anfield | 1–0   | First Division  |
| 13 tháng 4 năm 1964  | Anfield | 3–0   | First Division  |
| 31 tháng 10 năm 1964 | Anfield | 0–2   | First Division  |
| 1 tháng 1 năm 1966   | Anfield | 2–1   | First Division  |
| 25 tháng 3 năm 1967  | Anfield | 0–0   | First Division  |
| 11 tháng 11 năm 1967 | Anfield | 1–2   | First Division  |
| 12 tháng 10 năm 1968 | Anfield | 2–0   | First Division  |
| 13 tháng 12 năm 1969 | Anfield | 1–4   | First Division  |
| 5 tháng 9 năm 1970   | Anfield | 1–1   | First Division  |
| 25 tháng 9 năm 1971  | Anfield | 2–2   | First Division  |
| 15 tháng 8 năm 1972  | Anfield | 2–0   | First Division  |
| 22 tháng 12 năm 1973 | Anfield | 2–0   | First Division  |
| 18 tháng 11 năm 1975 | Anfield | 3–1   | First Division  |
| 3 tháng 5 năm 1977   | Anfield | 1–0   | First Division  |
| 25 tháng 2 năm 1978  | Anfield | 3–1   | First Division  |
| 14 tháng 4 năm 1979  | Anfield | 2–0   | First Division  |
| 26 tháng 12 năm 1979 | Anfield | 2–0   | First Division  |
| 14 tháng 4 năm 1981  | Anfield | 0–1   | First Division  |
| 24 tháng 10 năm 1981 | Anfield | 1–2   | First Division  |
| 16 tháng 10 năm 1982 | Anfield | 0–0   | First Division  |
| 2 tháng 1 năm 1984   | Anfield | 1–1   | First Division  |
| 31 tháng 3 năm 1985  | Anfield | 0–1   | First Division  |
| 9 tháng 2 năm 1986   | Anfield | 1–1   | First Division  |
| 26 tháng 12 năm 1986 | Anfield | 0–1   | First Division  |
| 4 tháng 4 năm 1988   | Anfield | 3–3   | First Division  |
| 3 tháng 9 năm 1988   | Anfield | 1–0   | First Division  |
| 23 tháng 12 năm 1989 | Anfield | 0–0   | First Division  |
| 16 tháng 9 năm 1990  | Anfield | 4–0   | First Division  |
| 26 tháng 4 năm 1992  | Anfield | 2–0   | First Division  |
| 6 tháng 3 năm 1993   | Anfield | 1–2   | Premier League  |
| 4 tháng 1 năm 1994   | Anfield | 3–3   | Premier League  |
| 19 tháng 3 năm 1995  | Anfield | 2–0   | Premier League  |
| 17 tháng 12 năm 1995 | Anfield | 2–0   | Premier League  |
| 19 tháng 4 năm 1997  | Anfield | 1–3   | Premier League  |
| 6 tháng 12 năm 1997  | Anfield | 1–3   | Premier League  |
| 5 tháng 5 năm 1999   | Anfield | 2–2   | Premier League  |
| 11 tháng 9 năm 1999  | Anfield | 2–3   | Premier League  |
| 31 tháng 3 năm 2001  | Anfield | 2–0   | Premier League  |
| 4 tháng 11 năm 2001  | Anfield | 3–1   | Premier League  |
| 1 tháng 12 năm 2002  | Anfield | 1–2   | Premier League  |
| 9 tháng 11 năm 2003  | Anfield | 1–2   | Premier League  |
| 15 tháng 1 năm 2005  | Anfield | 0–1   | Premier League  |
| 18 tháng 9 năm 2005  | Anfield | 0–0   | Premier League  |
| 3 tháng 3 năm 2007   | Anfield | 0–1   | Premier League  |
| 16 tháng 12 năm 2007 | Anfield | 0–1   | Premier League  |
| 13 tháng 9 năm 2008  | Anfield | 2–1   | Premier League  |
| 25 tháng 10 năm 2009 | Anfield | 2–0   | Premier League  |
| 6 tháng 3 năm 2011   | Anfield | 3–1   | Premier League  |
| 15 tháng 10 năm 2011 | Anfield | 1–1   | Premier League  |
| 23 tháng 9 năm 2012  | Anfield | 1–2   | Premier League  |
| 1 tháng 9 năm 2013   | Anfield | 1–0   | Premier League  |
| 22 tháng 3 năm 2015  | Anfield | 1–2   | Premier League  |
| 17 tháng 1 năm 2016  | Anfield | 0–1   | Premier League  |
| 17 tháng 10 năm 2016 | Anfield | 0–0   | Premier League  |
| 14 tháng 10 năm 2017 | Anfield | 0–0   | Premier League  |
| 16 tháng 12 năm 2018 | Anfield | 3–1   | Premier League  |
| 19 tháng 1 năm 2020  | Anfield | 2–0   | Premier League  |
| 17 tháng 1 năm 2021  | Anfield | 0–0   | Premier League  |
| 19 tháng 4 năm 2022  | Anfield | 4–0   | Premier League  |
| 5 tháng 3 năm 2023   | Anfield | 7-0   | Premier League  |
| 17 tháng 12 năm 2023 | Anfield | 0-0   | Premier League  |

| Liverpool thắng | Manchester United thắng | Trận hòa |
| --------------- | ----------------------- | -------- |
| 43              | 25                      | 22       |

### Manchester United ở Premier League tại sân nhà
| Ngày                 | Sân          | Tỷ số | Giải đấu        |
| -------------------- | ------------ | ----- | --------------- |
| 2 tháng 11 năm 1895  | Bank Street  | 5–2   | Second Division |
| 24 tháng 12 năm 1904 | Bank Street  | 3–1   | Second Division |
| 25 tháng 12 năm 1906 | Bank Street  | 0–0   | First Division  |
| 7 tháng 9 năm 1907   | Bank Street  | 4–0   | First Division  |
| 26 tháng 9 năm 1908  | Bank Street  | 3–2   | First Division  |
| 19 tháng 2 năm 1910  | Old Trafford | 3–4   | First Division  |
| 1 tháng 4 năm 1911   | Old Trafford | 2–0   | First Division  |
| 23 tháng 3 năm 1912  | Old Trafford | 1–1   | First Division  |
| 23 tháng 11 năm 1912 | Old Trafford | 3–1   | First Division  |
| 1 tháng 11 năm 1913  | Old Trafford | 3–0   | First Division  |
| 2 tháng 4 năm 1915   | Old Trafford | 2–0   | First Division  |
| 26 tháng 12 năm 1919 | Old Trafford | 0–0   | First Division  |
| 5 tháng 2 năm 1921   | Old Trafford | 1–1   | First Division  |
| 24 tháng 12 năm 1921 | Old Trafford | 0–0   | First Division  |
| 10 tháng 3 năm 1926  | Old Trafford | 3–3   | First Division  |
| 15 tháng 1 năm 1927  | Old Trafford | 0–1   | First Division  |
| 5 tháng 5 năm 1928   | Old Trafford | 6–1   | First Division  |
| 15 tháng 9 năm 1928  | Old Trafford | 2–2   | First Division  |
| 21 tháng 9 năm 1929  | Old Trafford | 1–2   | First Division  |
| 6 tháng 4 năm 1931   | Old Trafford | 4–1   | First Division  |
| 21 tháng 12 năm 1936 | Old Trafford | 2–5   | First Division  |
| 6 tháng 5 năm 1939   | Old Trafford | 2–0   | First Division  |
| 11 tháng 9 năm 1946  | Maine Road   | 5–0   | First Division  |
| 27 tháng 8 năm 1947  | Maine Road   | 2–0   | First Division  |
| 25 tháng 12 năm 1948 | Old Trafford | 0–0   | First Division  |
| 15 tháng 3 năm 1950  | Old Trafford | 0–0   | First Division  |
| 30 tháng 8 năm 1950  | Old Trafford | 1–0   | First Division  |
| 12 tháng 4 năm 1952  | Old Trafford | 4–0   | First Division  |
| 20 tháng 4 năm 1953  | Old Trafford | 3–1   | First Division  |
| 19 tháng 12 năm 1953 | Old Trafford | 5–1   | First Division  |
| 10 tháng 11 năm 1962 | Old Trafford | 3–3   | First Division  |
| 23 tháng 11 năm 1963 | Old Trafford | 0–1   | First Division  |
| 24 tháng 4 năm 1965  | Old Trafford | 3–0   | First Division  |
| 9 tháng 10 năm 1965  | Old Trafford | 2–0   | First Division  |
| 10 tháng 12 năm 1966 | Old Trafford | 2–2   | First Division  |
| 6 tháng 4 năm 1968   | Old Trafford | 1–2   | First Division  |
| 14 tháng 12 năm 1968 | Old Trafford | 1–0   | First Division  |
| 13 tháng 9 năm 1969  | Old Trafford | 1–0   | First Division  |
| 19 tháng 4 năm 1971  | Old Trafford | 0–2   | First Division  |
| 3 tháng 4 năm 1972   | Old Trafford | 0–3   | First Division  |
| 11 tháng 11 năm 1972 | Old Trafford | 2–0   | First Division  |
| 29 tháng 9 năm 1973  | Old Trafford | 0–0   | First Division  |
| 18 tháng 2 năm 1976  | Old Trafford | 0–0   | First Division  |
| 16 tháng 2 năm 1977  | Old Trafford | 0–0   | First Division  |
| 1 tháng 10 năm 1977  | Old Trafford | 2–0   | First Division  |
| 26 tháng 12 năm 1978 | Old Trafford | 0–3   | First Division  |
| 5 tháng 4 năm 1980   | Old Trafford | 2–1   | First Division  |
| 26 tháng 12 năm 1980 | Old Trafford | 0–0   | First Division  |
| 7 tháng 4 năm 1982   | Old Trafford | 0–1   | First Division  |
| 26 tháng 2 năm 1983  | Old Trafford | 1–1   | First Division  |
| 24 tháng 9 năm 1983  | Old Trafford | 1–0   | First Division  |
| 22 tháng 9 năm 1984  | Old Trafford | 1–1   | First Division  |
| 19 tháng 10 năm 1985 | Old Trafford | 1–1   | First Division  |
| 20 tháng 4 năm 1987  | Old Trafford | 1–0   | First Division  |
| 15 tháng 11 năm 1987 | Old Trafford | 1–1   | First Division  |
| 1 tháng 1 năm 1989   | Old Trafford | 3–1   | First Division  |
| 18 tháng 3 năm 1990  | Old Trafford | 1–2   | First Division  |
| 3 tháng 2 năm 1991   | Old Trafford | 1–1   | First Division  |
| 6 tháng 10 năm 1991  | Old Trafford | 0–0   | First Division  |
| 18 tháng 10 năm 1992 | Old Trafford | 2–2   | Premier League  |
| 30 tháng 3 năm 1994  | Old Trafford | 1–0   | Premier League  |
| 17 tháng 9 năm 1994  | Old Trafford | 2–0   | Premier League  |
| 1 tháng 10 năm 1995  | Old Trafford | 2–2   | Premier League  |
| 12 tháng 10 năm 1996 | Old Trafford | 1–0   | Premier League  |
| 10 tháng 4 năm 1998  | Old Trafford | 1–1   | Premier League  |
| 24 tháng 9 năm 1998  | Old Trafford | 2–0   | Premier League  |
| 4 tháng 3 năm 2000   | Old Trafford | 1–1   | Premier League  |
| 17 tháng 12 năm 2000 | Old Trafford | 0–1   | Premier League  |
| 22 tháng 1 năm 2002  | Old Trafford | 0–1   | Premier League  |
| 5 tháng 4 năm 2003   | Old Trafford | 4–0   | Premier League  |
| 24 tháng 4 năm 2004  | Old Trafford | 0–1   | Premier League  |
| 20 tháng 9 năm 2004  | Old Trafford | 2–1   | Premier League  |
| 22 tháng 1 năm 2006  | Old Trafford | 1–0   | Premier League  |
| 22 tháng 10 năm 2006 | Old Trafford | 2–0   | Premier League  |
| 23 tháng 3 năm 2008  | Old Trafford | 3–0   | Premier League  |
| 14 tháng 3 năm 2009  | Old Trafford | 1–4   | Premier League  |
| 21 tháng 3 năm 2010  | Old Trafford | 2–1   | Premier League  |
| 19 tháng 9 năm 2010  | Old Trafford | 3–2   | Premier League  |
| 11 tháng 2 năm 2012  | Old Trafford | 2–1   | Premier League  |
| 13 tháng 1 năm 2013  | Old Trafford | 2–1   | Premier League  |
| 16 tháng 3 năm 2014  | Old Trafford | 0–3   | Premier League  |
| 14 tháng 12 năm 2014 | Old Trafford | 3–0   | Premier League  |
| 12 tháng 9 năm 2015  | Old Trafford | 3–1   | Premier League  |
| 15 tháng 1 năm 2017  | Old Trafford | 1–1   | Premier League  |
| 10 tháng 3 năm 2018  | Old Trafford | 2–1   | Premier League  |
| 24 tháng 2 năm 2019  | Old Trafford | 0–0   | Premier League  |
| 20 tháng 10 năm 2019 | Old Trafford | 1–1   | Premier League  |
| 13 tháng 5 năm 2021  | Old Trafford | 2-4   | Premier League  |
| 24 tháng 10 năm 2021 | Old Trafford | 0-5   | Premier League  |
| 22 tháng 8 năm 2022  | Old Trafford | 2-1   | Premier League  |
| 7 tháng 4 năm 2024   | Old Trafford | 2-2   | Premier League  |

| Manchester United thắng | Liverpool thắng | Trận hòa |
| ----------------------- | --------------- | -------- |
| 44                      | 18              | 29       |

### Kết quả ở các trận đấu cúp quốc gia
| Ngày                 | Địa điểm           | Các trận đấu      | Các trận đấu | Các trận đấu      | Giải đấu                 |
| Ngày                 | Địa điểm           | Đội 1             | Tỷ số        | Đội 2             | Giải đấu                 |
| -------------------- | ------------------ | ----------------- | ------------ | ----------------- | ------------------------ |
| 12 tháng 2 năm 1898  | Bank Street        | Newton Heath      | 0–0          | Liverpool         | Vòng 2 Cúp FA            |
| 16 tháng 2 năm 1898  | Anfield            | Liverpool         | 2–1          | Newton Heath      | Đá lại vòng 2 Cúp FA     |
| 7 tháng 2 năm 1903   | Bank Street        | Manchester United | 2–1          | Liverpool         | Vòng 1 Cúp FA            |
| 8 tháng 1 năm 1921   | Anfield            | Liverpool         | 1–1          | Manchester United | FA Cup Vòng 1            |
| 12 tháng 1 năm 1921  | Old Trafford       | Manchester United | 1–2          | Liverpool         | Đá lại vòng 1 Cúp FA     |
| 24 tháng 1 năm 1948  | Goodison Park      | Manchester United | 3–0          | Liverpool         | Vòng 4 Cúp FA            |
| 30 tháng 1 năm 1960  | Anfield            | Liverpool         | 1–3          | Manchester United | Vòng 4 Cúp FA            |
| 14 tháng 8 năm 1965  | Old Trafford       | Manchester United | 2–2          | Liverpool         | Charity Shield           |
| 21 tháng 5 năm 1977  | Wembley            | Manchester United | 2–1          | Liverpool         | FA Cup Final             |
| 13 tháng 8 năm 1977  | Wembley            | Liverpool         | 0–0          | Manchester United | Charity Shield           |
| 31 tháng 3 năm 1979  | Maine Road         | Manchester United | 2–2 (a.e.t.) | Liverpool         | FA Cup Semi-Final        |
| 4 tháng 4 năm 1979   | Goodison Park      | Manchester United | 1–0          | Liverpool         | FA Cup Semi-Final replay |
| 26 tháng 3 năm 1983  | Wembley            | Liverpool         | 2–1 (a.e.t.) | Manchester United | League Cup Final         |
| 20 tháng 8 năm 1983  | Wembley            | Manchester United | 2–0          | Liverpool         | Charity Shield           |
| 13 tháng 4 năm 1985  | Goodison Park      | Manchester United | 2–2 (a.e.t.) | Liverpool         | FA Cup Semi-Final        |
| 17 tháng 4 năm 1985  | Maine Road         | Manchester United | 2–1          | Liverpool         | FA Cup Semi-Final replay |
| 26 tháng 11 năm 1985 | Anfield            | Liverpool         | 2–1          | Manchester United | Vòng 4 Cúp Liên đoàn     |
| 18 tháng 8 năm 1990  | Wembley            | Manchester United | 1–1          | Liverpool         | Charity Shield           |
| 31 tháng 10 năm 1990 | Old Trafford       | Manchester United | 3–1          | Liverpool         | Vòng 3 Cúp Liên đoàn     |
| 11 tháng 5 năm 1996  | Wembley            | Manchester United | 1–0          | Liverpool         | FA Cup Final             |
| 24 tháng 1 năm 1999  | Old Trafford       | Manchester United | 2–1          | Liverpool         | Vòng 4 Cúp FA            |
| 12 tháng 8 năm 2001  | Millennium Stadium | Liverpool         | 2–1          | Manchester United | Charity Shield           |
| 2 tháng 3 năm 2003   | Millennium Stadium | Liverpool         | 2–0          | Manchester United | League Cup final         |
| 18 tháng 2 năm 2006  | Anfield            | Liverpool         | 1–0          | Manchester United | Vòng 5 Cúp FA            |
| 9 tháng 1 năm 2011   | Old Trafford       | Manchester United | 1–0          | Liverpool         | Vòng 3 Cúp FA            |
| 28 tháng 1 năm 2012  | Anfield            | Liverpool         | 2–1          | Manchester United | Vòng 4 Cúp FA            |
| 25 tháng 9 năm 2013  | Old Trafford       | Manchester United | 1–0          | Liverpool         | Vòng 3 Cúp Liên đoàn     |
| 24 tháng 1 năm 2021  | Old Trafford       | Manchester United | 3–2          | Liverpool         | Vòng 4 Cúp FA            |
| 17 tháng 3 năm 2024  | Old Trafford       | Manchester United | 4–3 (s.h.p)  | Liverpool         | Tứ kết Cúp FA            |

| Manchester United thắng | Liverpool thắng | Hòa |
| ----------------------- | --------------- | --- |
| 14                      | 8               | 7   |

#### Kết quả ở các giải đấu châu Âu
| Ngày                | Địa điểm     | Câc trận đấu      | Câc trận đấu | Câc trận đấu      | Giải đấu                  |
| Ngày                | Địa điểm     | Đội 1             | Tỷ số        | Đội 2             | Giải đấu                  |
| ------------------- | ------------ | ----------------- | ------------ | ----------------- | ------------------------- |
| 10 tháng 3 năm 2016 | Anfield      | Liverpool         | 2–0          | Manchester United | Vòng 16 đội Europa League |
| 18 tháng 3 năm 2016 | Old Trafford | Manchester United | 1–1          | Liverpool         | Vòng 16 đội Europa League |

| Thành tích đối đầu các giải đấu châu Âu tổng thể |                 |     |
| Manchester United thắng                          | Liverpool thắng | Hòa |
| 0                                                | 1               | 1   |

### Kết quả tại các sân trung lập
| Ngày                | Sân                          | Thành phố     | Trận đấu          | Trận đấu     | Trận đấu          | Cuộc thi                                   |
| Ngày                | Sân                          | Thành phố     | Đội bóng 1        | Tỷ số        | Đội bóng 2        | Cuộc thi                                   |
| ------------------- | ---------------------------- | ------------- | ----------------- | ------------ | ----------------- | ------------------------------------------ |
| 28 tháng 4 năm 1894 | Ewood Park                   | Blackburn     | Liverpool         | 2–0          | Newton Heath      | Football League/trận đấu play off          |
| 21 tháng 5 năm 1977 | Wembley                      | London        | Manchester United | 2–1          | Liverpool         | 1977 FA Cup/Chung kết                      |
| 13 tháng 8 năm 1977 | Wembley                      | London        | Liverpool         | 0–0          | Manchester United | 1977 Charity Shield                        |
| 31 tháng 3 năm 1979 | Maine Road                   | Manchester    | Manchester United | 2–2 (a.e.t.) | Liverpool         | FA Cup/bán kết                             |
| 4 tháng 4 năm 1979  | Goodison Park                | Liverpool     | Manchester United | 1–0          | Liverpool         | FA Cup/bán kết lượt về                     |
| 26 tháng 3 năm 1983 | Wembley                      | London        | Liverpool         | 2–1 (a.e.t.) | Manchester United | 1983 League Cup/chung kết                  |
| 20 tháng 8 năm 1983 | Wembley                      | London        | Manchester United | 2–0          | Liverpool         | 1983 Charity Shield                        |
| 13 tháng 4 năm 1985 | Goodison Park                | Liverpool     | Manchester United | 2–2 (a.e.t.) | Liverpool         | FA Cup/bán kết                             |
| 17 tháng 4 năm 1985 | Maine Road                   | Manchester    | Manchester United | 2–1          | Liverpool         | FA Cup/bán kết lượt về                     |
| 18 tháng 8 năm 1990 | Wembley                      | London        | Liverpool         | 1–1          | Manchester United | 1990 Charity Shield                        |
| 11 tháng 5 năm 1996 | Wembley                      | London        | Manchester United | 1–0          | Liverpool         | 1996 FA Cup/chung kết                      |
| 12 tháng 8 năm 2001 | Sân vận động Thiên niên kỷ   | Cardiff       | Liverpool         | 2–1          | Manchester United | 2001 Charity Shield                        |
| 2 tháng 3 năm 2003  | Sân vận động Thiên niên kỷ   | Cardiff       | Liverpool         | 2–0          | Manchester United | 2003 League Cup/chung kết                  |
| 4 tháng 8 năm 2014  | Sun Life Stadium             | Miami Gardens | Manchester United | 3–1          | Liverpool         | 2014 International Champions Cup/chung kết |
| 4 tháng 7 năm 2018  | Michigan Stadium             | Ann Arbor     | Manchester United | 1–4          | Liverpool         | 2018 International Champions Cup           |
| 12 tháng 7 năm 2022 | Rajamangala National Stadium | Bangkok       | Manchester United | 4–0          | Liverpool         | The Match Bangkok Century Cup 2022         |

| Manchester United thắng | Liverpool thắng | Trận hòa |
| ----------------------- | --------------- | -------- |
| 7                       | 5               | 4        |